# سیارک ۱۱۶۷۵
سیارک ۱۱۶۷۵ (به انگلیسی: 11675 Billboyle، نامگذاری:1998CP2) یازده هزار و ششصد و هفتاد و پنجمین سیارک کشف شده‌است که در ۱۵ فوریه ۱۹۹۸ کشف شد.
قدر مطلق سیارک برابر ۱۴٫۳۰ است.